# کودییرو
کودییرو دهستانی در استان آستوریاس اسپانیا است.
در این دهستان ۶٬۰۵۵ نفر زندگی می‌کنند. مساحت این دهستان ۱۰۰٫۷۸ کیلومتر مربع است.